# Rajd Cypru 2004

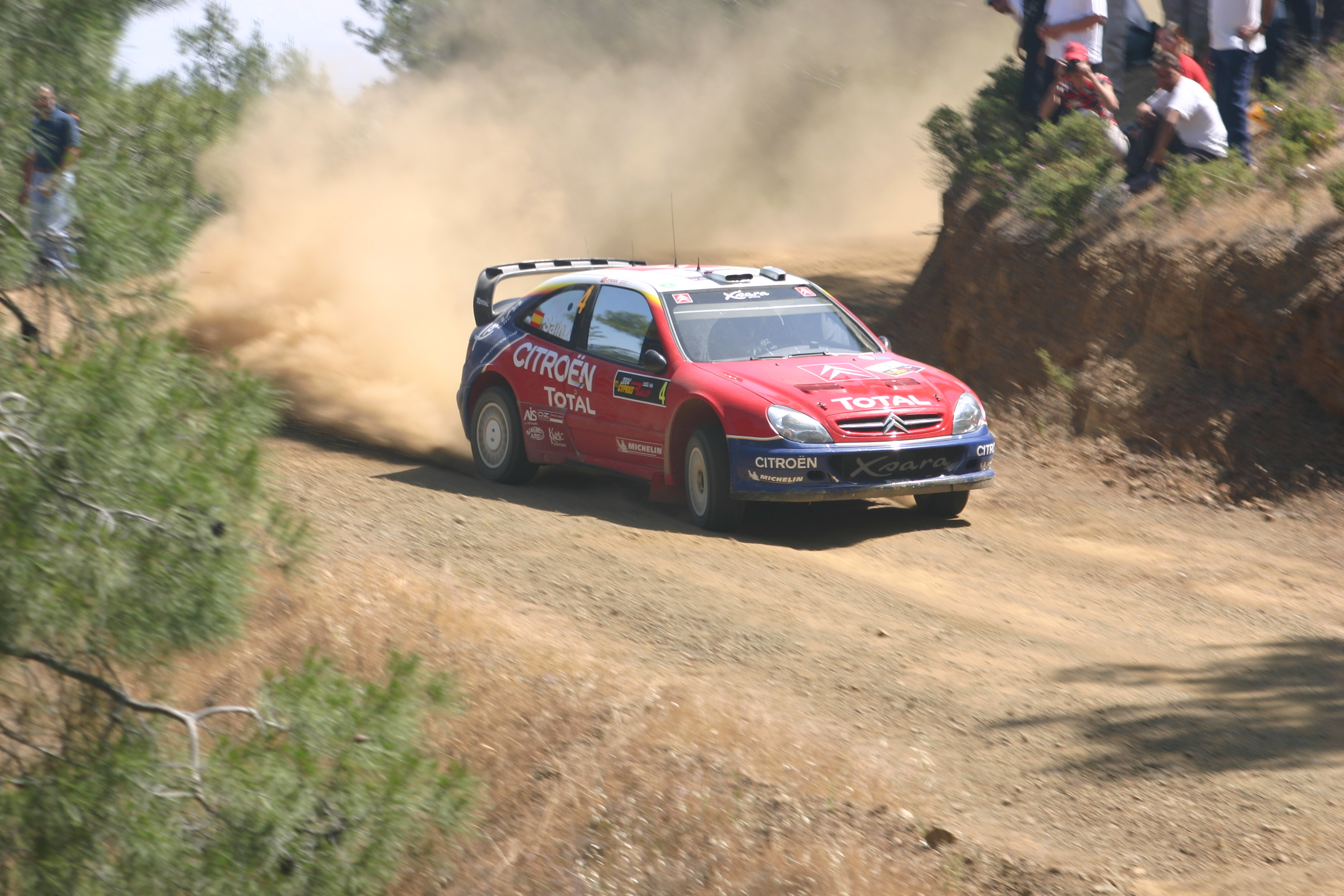
Carlos Sainz podczas rajdu

Rezultaty Rajdu Cypru (32nd Cyprus Rally), eliminacji Rajdowych Mistrzostw Świata w 2004 roku, który odbył się w dniach 14–16 maja. Była to piąta runda czempionatu w tamtym roku i trzecia szutrowa. Bazą rajdu było miasto Limassol. Zwycięzcami rajdu została francusko-monakijska załoga Sébastien Loeb i Daniel Élena jadąca Citroënem Xsarą WRC. Wyprzedzili oni estońsko-brytyjską załogę Markko Märtin/Michael Park w Fordzie Focusie WRC oraz Hiszpanów Carlosa Sainza i Marca Martíego w Citroënie Xsarze WRC. Początkowo zwycięzcami rajdu zostali Finowie Marcus Grönholm i Timo Rautiainen, jednak załogi Peugeota (także Harri Rovanperä z Risto Pietiläinenem) zostały zdyskwalifikowane po rajdzie za posiadanie nieregulaminowej pompy.
Rajdu nie ukończyło trzech kierowców fabrycznych. Belg François Duval w Fordzie Focusie WRC odpadł na 1. odcinku specjalnym z powodu wypadku i zgubienia koła. Francuz Gilles Panizzi w Mitsubishi Lancerze WRC odpadł na 9. oesie z powodu awarii silnika. Z kolei jego partner z zespołu Fin Kristian Sohlberg zakończył jazdę na 8. oesie, również z powodu awarii silnika.

## Klasyfikacja ostateczna (punktujący zawodnicy)
| Miejsce | Zawodnik        | Pilot             | Samochód           | Czas      | Strata   | Grupa | Punkty |
| WRC     | WRC             | WRC               | WRC                | WRC       | WRC      | WRC   | WRC    |
| ------- | --------------- | ----------------- | ------------------ | --------- | -------- | ----- | ------ |
| 1.      | Marcus Grönholm | Timo Rautiainen   | Peugeot 307 WRC    | 4:58:44.5 |          | A8 M  | 10     |
| 1.      | Sébastien Loeb  | Daniel Élena      | Citroën Xsara WRC  | 4:59:38.5 |          | A8 M  | 10     |
| 2.      | Markko Märtin   | Michael Park      | Ford Focus WRC     | 4:59:53.6 | +15.1    | A8 M  | 8      |
| 3.      | Carlos Sainz    | Marc Martí        | Citroën Xsara WRC  | 5:02:02.5 | +2.24.0  | A8 M  | 6      |
| 4.      | Harri Rovanperä | Risto Pietiläinen | Peugeot 307 WRC    | 5:05:53.5 | +6.15.0  | A8 M  | 5      |
| 4.      | Petter Solberg  | Phil Mills        | Subaru Impreza WRC | 5:09:07.6 | +9:29.1  | A8 M  | 5      |
| 5.      | Mikko Hirvonen  | Jarmo Lehtinen    | Subaru Impreza WRC | 5:09:19.4 | +9:40.9  | A8 M  | 4      |
| 6.      | Janne Tuohino   | Jukka Aho         | Ford Focus WRC     | 5:12:55.2 | +13:16.7 | A8 M  | 3      |
| 7.      | Alistair Ginley | Rory Kennedy      | Subaru Impreza WRC | 5:26:22.3 | +26:43.8 | A8    | 2      |
| 8.      | Miguel Campos   | Nuno da Silva     | Peugeot 206 WRC    | 5:38:40.7 | +39:02.2 | A8    | 1      |

1. ↑  Litera M przy oznaczeniu grupy do której należy samochód oznacza, iż tylko ci kierowcy zdobywali punkty dla swoich zespołów liczonych w klasyfikacji producentów na koniec sezonu.

## Zwycięzcy odcinków specjalnych
| Dzień       | Odcinek | G. rozp. | Nazwa                          | Długość  | Zwycięzca                      | Czas    | Lider rajdu     |
| ----------- | ------- | -------- | ------------------------------ | -------- | ------------------------------ | ------- | --------------- |
| 1 (14 maja) | SS1     | 08:23    | Lagoudera – Spilia 1           | 38,32 km | Petter Solberg                 | 35:26.8 | Petter Solberg  |
| 1 (14 maja) | SS2     | 09:46    | Kourdali – Asinou 1            | 15,00 km | Petter Solberg                 | 15:49.5 | Petter Solberg  |
| 1 (14 maja) | SS3     | 10:14    | Asinou – Agios Theodoros 1     | 7,57 km  | Sébastien Loeb                 | 7:34.3  | Petter Solberg  |
| 1 (14 maja) | SS4     | 14:38    | Lagoudera – Spilia 2           | 38,32 km | Marcus Grönholm                | 34:55.7 | Marcus Grönholm |
| 1 (14 maja) | SS5     | 16:01    | Kourdali – Asinou 2            | 15,00 km | Sébastien Loeb                 | 15:32.2 | Marcus Grönholm |
| 1 (14 maja) | SS6     | 16:29    | Asinou – Agios Theodoros 2     | 7,57 km  | Markko Märtin                  | 7:27.8  | Marcus Grönholm |
| 2 (15 maja) | SS7     | 08:58    | Platres – Saittas 1            | 11,12 km | Petter Solberg                 | 9:10.1  | Marcus Grönholm |
| 2 (15 maja) | SS8     | 09:36    | Foini – Koilinia 1             | 30,33 km | Petter Solberg                 | 27:17.1 | Marcus Grönholm |
| 2 (15 maja) | SS9     | 10:34    | Galatareia – Pentalia 1        | 13,33 km | Sébastien Loeb                 | 10:43.0 | Marcus Grönholm |
| 2 (15 maja) | SS10    | 15:03    | Platres – Saittas 2            | 11,12 km | Petter Solberg                 | 9:04.0  | Marcus Grönholm |
| 2 (15 maja) | SS11    | 15:41    | Foini – Koilinia 2             | 30,33 km | wszyscy ten sam czas           | 28:35.9 | Marcus Grönholm |
| 2 (15 maja) | SS12    | 16:39    | Galatareia – Pentalia 2        | 13,33 km | Sébastien Loeb                 | 10:28.2 | Marcus Grönholm |
| 3 (16 maja) | SS13    | 06:43    | Vavatsinia – Mandra Kambiou 1  | 25,24 km | Marcus Grönholm                | 23:06.8 | Marcus Grönholm |
| 3 (16 maja) | SS14    | 07:31    | Macheras – Agioi Vavatsinias 1 | 12,94 km | Marcus Grönholm                | 11:28.5 | Marcus Grönholm |
| 3 (16 maja) | SS15    | 08:14    | Kellaki – Foinikaria 1         | 9,49 km  | Sébastien Loeb                 | 8:28.3  | Marcus Grönholm |
| 3 (16 maja) | SS16    | 11:18    | Vavatsinia – Mandra Kambiou 2  | 25,24 km | Marcus Grönholm                | 22:52.6 | Marcus Grönholm |
| 3 (16 maja) | SS17    | 12:06    | Macheras – Agioi Vavatsinias 2 | 12,94 km | Marcus Grönholm Sébastien Loeb | 11:21.0 | Marcus Grönholm |
| 3 (16 maja) | SS18    | 12:49    | Kellaki – Foinikaria 2         | 9,49 km  | Petter Solberg                 | 8:24.6  | Marcus Grönholm |

## Klasyfikacja po 5 rundach
Tabele przedstawiają tylko pięć pierwszych miejsc.

### Kierowcy
| Lp. | Kierowca        | Pkt |
| --- | --------------- | --- |
| 1   | Sébastien Loeb  | 35  |
| 2   | Markko Märtin   | 34  |
| 3   | Petter Solberg  | 28  |
| 4   | Marcus Grönholm | 24  |
| 5   | Carlos Sainz    | 19  |

### Producenci
| Lp. | Producent                   | Pkt |
| --- | --------------------------- | --- |
| 1   | Ford Motor Co Ltd.          | 55  |
| 2   | Citroën Total               | 54  |
| 3   | 555 Subaru World Rally Team | 40  |
| 4   | Malboro Peugeot Total       | 33  |
| 5   | Mitsubishi Motors           | 5   |